# Catherine Collard
Catherine Collard (* 11. August 1947 in Thuir; † 10. Oktober 1993 in Paris) war eine französische Pianistin und Musikpädagogin.

## Leben
Die Tochter des Pianisten André Collard trat im Alter von vierzehn Jahren in das Pariser Konservatorium ein, wo sie bei Yvonne Lefébure, Germaine Mounier, Jean Hubeau und Yvonne Loriod studierte. Erste Preise gewann sie in den Fächern Klavier (1964) und Kammermusik (1966). Ab 1976 war sie Professorin für Klavier am Konservatorium von Saint-Maur-des-Fossés. Zu ihren Schülern zählen François Chaplin und Thierry Garin.
Als Pianistin gewann sie zahlreiche Preise und Wettbewerbe und trat international bei Festivals auf. Mit der Pianistin Anne Queffélec als Partnerin gab sie Kammermusikabende. Sie veröffentlichte Aufnahmen bei verschiedenen Labels; zwischen 1987 und 1993 erschien ein Dutzend Alben bei Lyrinx. Collard galt als Spezialistin für die Interpretation der Klavierkompositionen von Robert Schumann, Johannes Brahms, Claude Debussy und Joseph Haydn. Sie spielte aber auch Werke von Johann Sebastian Bach, Olivier Messiaen, Sergei Prokofjew, Maurice Ravel, Erik Satie, Arnold Schoenberg, César Franck und Franz Liszt. 
Sie starb 1993 im Alter von 46 Jahren an einer Krebserkrankung und wurde auf dem  Friedhof Père-Lachaise in Paris beigesetzt.

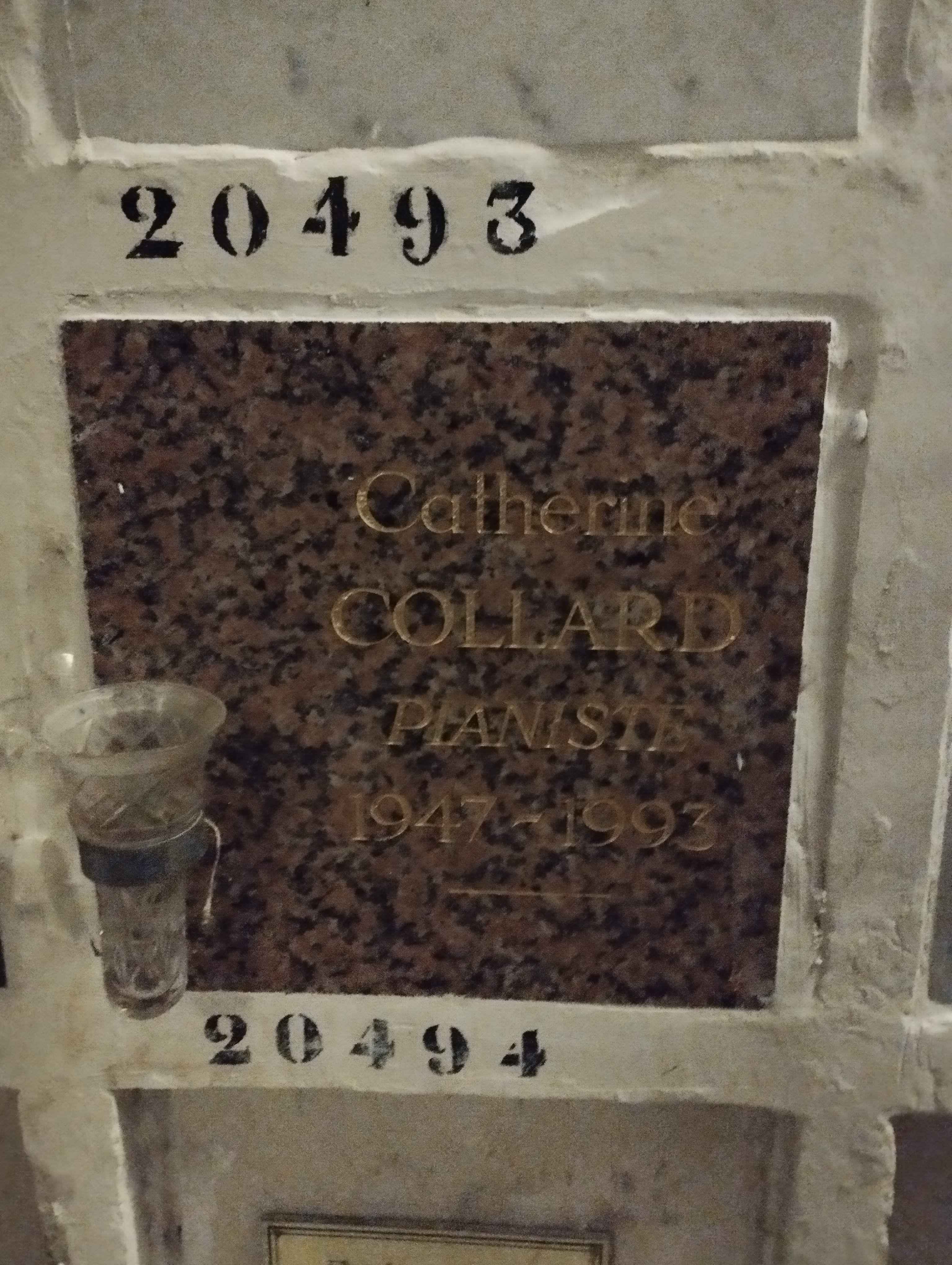
Grab von Catherine Collard auf dem Friedhof Père-Lachaise in Paris

## Diskographie
- Johann Sebastian Bach: Präludium und Fuge a-Moll (Bach/Liszt), Präludium und Fuge C-Dur BWV 846
- Gilbert Amy: Épigramme, Claude Debussy: Préludes des livres I et II, Études pour les sonorités opposées, Études pour les arpèges composés, Mélodies (mit Nathalie Stutzmann)
- Johannes Brahms: Sonaten für Cello und Klavier Nr. 1 und 2 (mit Suzanne Ramon), Rhapsodie op.79, Intermezzi op.117, Klavierstücke op.118
- César Franck: Prélude, choral et fugue, Quintette et Sonate pour violon et piano (mit Régis Pasquier und dem Orlando-Quartett)
- Edvard Grieg: Klavierkonzert
- Joseph Haydn: Sonaten, Olivier Messiaen: Regard de l’Onction terrible
- Wolfgang Amadeus Mozart: Sonaten für Flöte und Klavier KV 376, KV 296 und KV 377 (mit Philippe Bernold), Klaviersonaten KV 332, KV 457 und KV 545, Fantaisie KV 475
- Sergei Prokofjew: Sonate für Violine und Klavier Nr. 1 (mit Catherine Courtois)
- Maurice Ravel: Jeux d’eau, Mélodies (mit Nathalie Stutzmann)
- Erik Satie: 3 Gymnopédies et 6 Gnossiennes (mit Anne Queffélec)
- Arnold Schoenberg: Klavierstücke op.11
- Robert Schumann: Carnaval, Papillons, Arabesque, Kinderszenen, Sonate f-Moll, Davidsbündlertänze, Klavierkonzert, Liedzyklus Dichterliebe (mit Nathalie Stutzmann), Sonaten für Violine und Klavier Nr. 1 und 2 (mit Catherine Courtois)
- Vincent d’Indy: Symphonie sur un chant montagnard français («Symphonie cévenole») (mit dem Orchestre Philharmonique de Radio France, Leitung Marek Janowski)